# Denis Petrić
Denis Petrić, slovensko-srbski nogometaš, * 24. maj 1988, Ljubljana.
Petrić je profesionalni nogometaš, ki igra na položaju vratarja. Od leta 2024 je član francoskega kluba Lens. Ped tem je branil za francoske klube Auxerre, Cassis Carnoux, Istres, Troyes, Angers, Guingamp in Nantes. S Troyesom je osvojil naslov prvaka v drugi francoski ligi v sezoni 2014/15, ko je bil sam izbran za najboljšega vratarja lige. Bil je tudi član slovenske reprezentance do 17, 18, 19, 20 in 21 let ter tudi srbske reprezentance do 21 let.